# 古德霍普鎮區 (明尼蘇達州諾曼縣)
古德霍普鎮區（英語：Good Hope Township）是位於美國明尼蘇達州諾曼縣的一個行政鎮區，於1892年設立。

## 地方資料
古德霍普鎮區的面積為93.61平方千米，皆為陸地。根據2020年美國人口普查的數據，當地共有人口45人，而人口密度為每平方千米0.48人。